# پیتر واگه
پیتر واگه (انگلیسی: Peter Waage; ۲۹ ژوئن ۱۸۳۳ – ۱۳ ژانویهٔ ۱۹۰۰) دانشمند در زمینه شیمی‌فیزیک اهل نروژ بود.